# Hr-info
hr-info (Eigenschreibweise: hr INFO) ist das Hörfunk-Informationsprogramm des Hessischen Rundfunks. Es sendet unter dem Slogan „Wer’s hört, hat mehr zu sagen.“ (früher: „hr info – Radio im Klartext“ oder „Das Wichtige wissen“).
Das Programm von hr-info ist inhaltlich breit gefächert. Das reine Wortprogramm bietet Nachrichten, Hintergrundinformationen und Meinungsbeiträge aus den Bereichen Politik, Wirtschaft, Bildung und Kultur. Exklusiv recherchierte Programminhalte werden auch für andere Informationsangebote des Hessischen Rundfunks aufbereitet. Bezogen auf das hr-Sendegebiet hat hr-info mit 406.000 die größte Tagesreichweite aller Informationshörfunkprogramme der ARD (Montag bis Sonntag, jeweils 5.00 bis 24.00 Uhr, Hörer ab 14 Jahren). Seit April 2024 führen hr-info und SWR Aktuell ein gemeinsames Abendprogramm.

## Geschichte
Hervorgegangen ist das Programm aus dem Wirtschaftsradio hr-skyline. Nach dem Umzug von hr-skyline aus den Studios im Frankfurter Main Tower in das Funkhaus am Dornbusch begann 2004 der Ausbau zum „vollwertigen“ Inforadio hr-info, das am 30. August 2004 seinen Betrieb aufnahm. Es hat seitdem die Hörerzahlen kontinuierlich gesteigert und sein Programmangebot um die Bereiche Wissenschaft, Bildung und Kultur erweitert.

Entwicklung des Logos von hr-info
Logo 2004 bis 2009
Logo von 2009 bis 2015
Logo von 2015 bis 2023
Logo seit 2023

## Programm

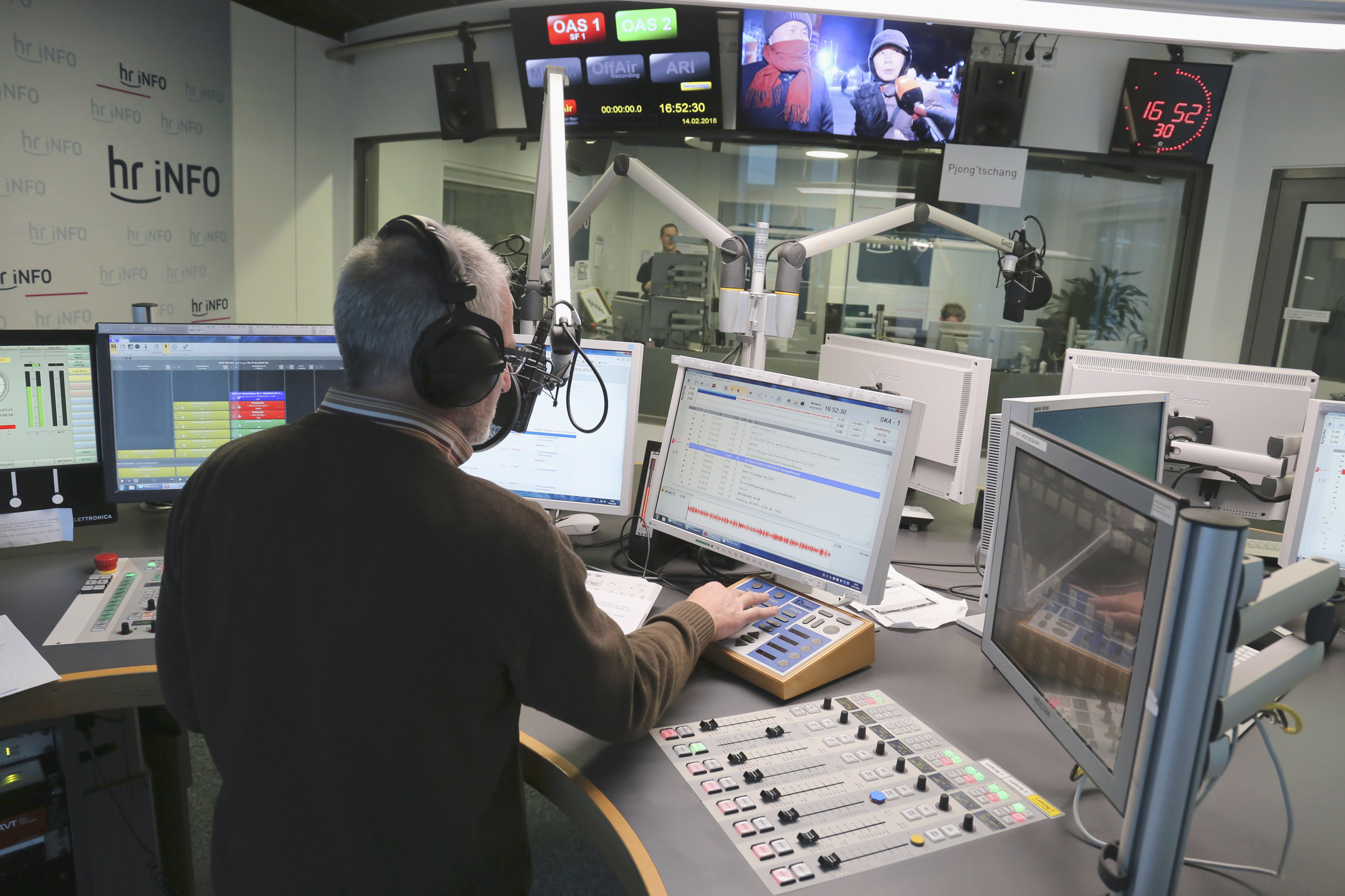
hr-info-Studio

Grundidee ist es, ein reines Wortprogramm ohne Musik zu produzieren. Statt Sendungen gab es deshalb bei hr-info von Anfang an eine sogenannte „Stundenuhr“, ein Schema für die Aufteilung der Stunde also, das dafür sorgt, dass Themen innerhalb einer Sendestunde auffindbar sind. An festen Programmplätzen wird auch Werbung gesendet.
Stundenuhr für das aktuelle Programm
Montags bis freitags zwischen 6 und 20 Uhr:
- xx:00h Nachrichten, Wetter, Verkehr
- hr-iNFO Studiohr-info-Redaktionxx:05h Aktuelle Berichte/Interviews

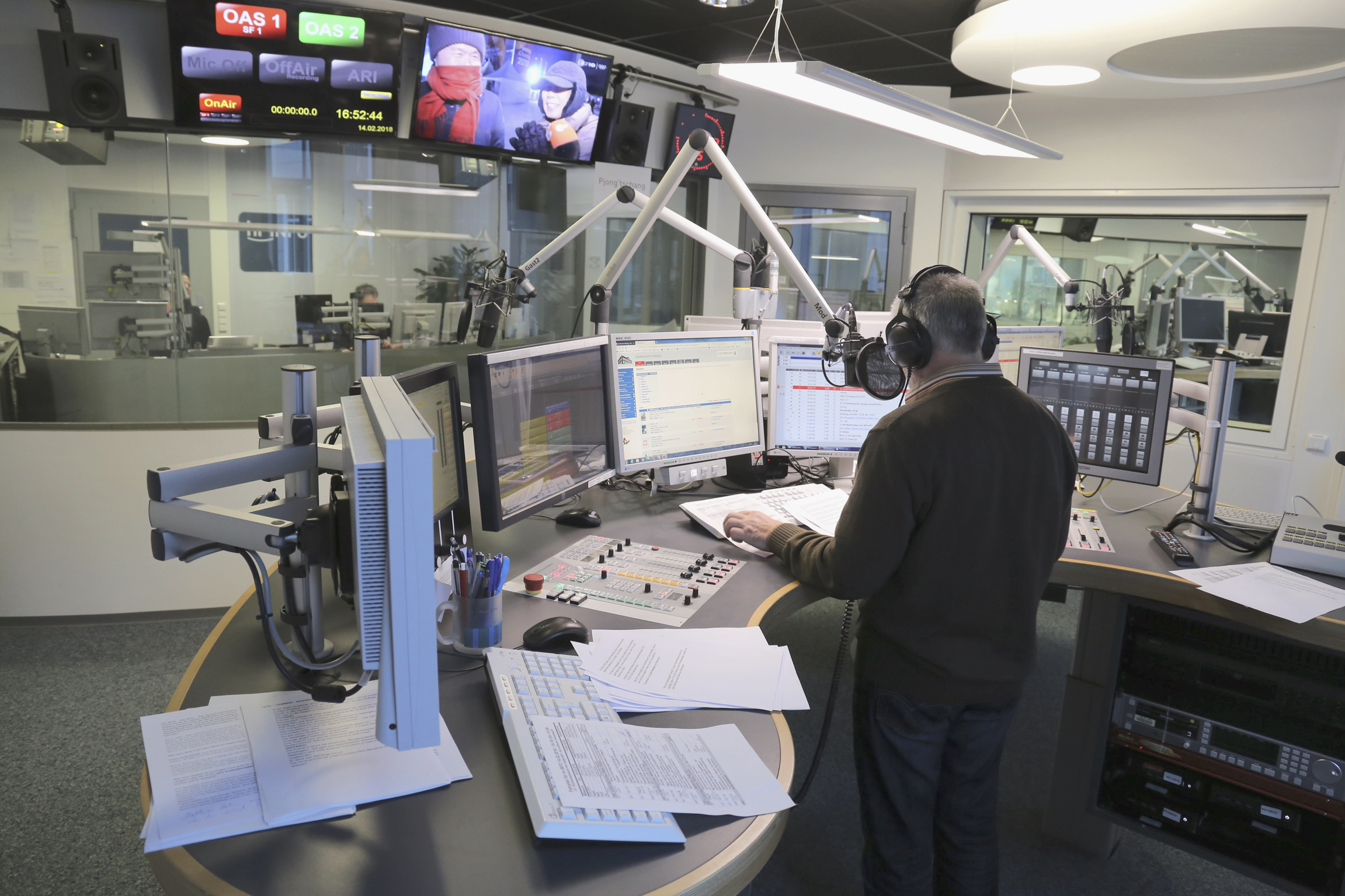
hr-iNFO Studio

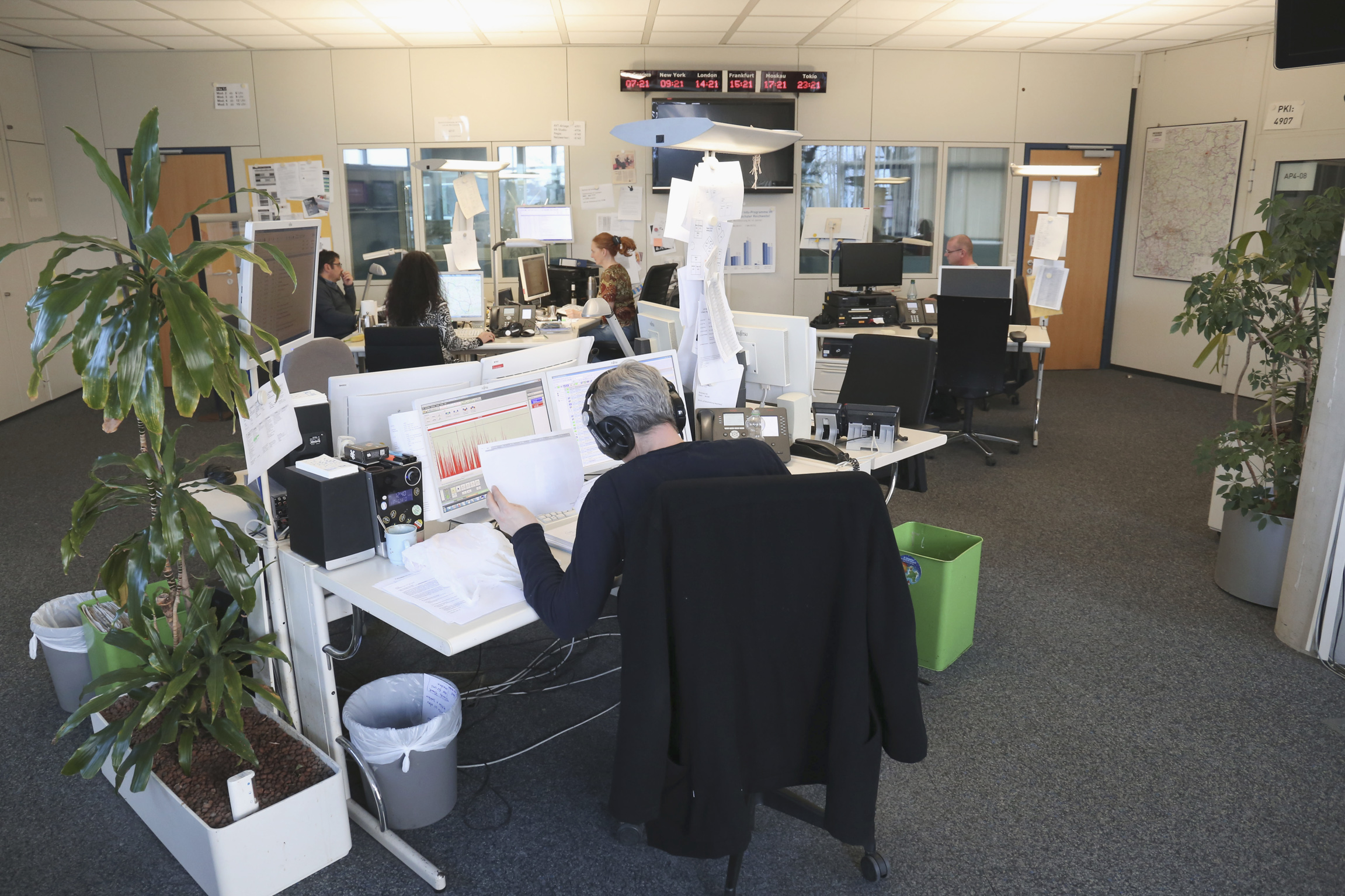
hr-info-Redaktion

- xx:15h Börsen-News (6–10 Uhr und 17–20 Uhr)
- xx:25h Aktuelle Berichte/Interviews
- xx:30h Nachrichten, Wetter, Verkehr
- xx:45h Aktuelle Berichte/Interviews

- Der Sender wendet seit Beginn der Corona-Pandemie 2020 das 30-Minuten-Schema (zuvor: 20-Minuten-Schema) an, weil davon ausgegangen wird, dass nach etwa 30 Minuten die Hörerschaft komplett gewechselt hat – vor allem am Morgen, in der für Radiomacher wichtigsten Zeit. Der Umkehrschluss für das Informationsradio lautet, dass die Hörer alles Wichtige in 20 bis 30 Minuten erfahren sollen. Das führt zwangsläufig dazu, dass hr-info viele Beiträge häufig wiederholt, wie andere Informationswellen auch. Allerdings versteht sich das Programm nicht als reines Nachrichtenprogramm – wer will, soll durchaus länger zuhören können, zumal die Erfahrung anderer Infowellen gezeigt hat, dass viele Hörer wesentlich länger zuhören als 30 Minuten. hr-info soll über aktuelle Ereignisse umfassend und schnell informieren. Insbesondere Großereignisse und Sportveranstaltungen werden deshalb in der Programmplanung berücksichtigt. Zusätzlich setzt hr-info montags bis freitags während der reichweitenstarken morgendlichen und nachmittäglichen Hauptverkehrszeit eigene, zum Teil langfristig vorab geplante Themenschwerpunkte („Das Thema“), in denen in jeweils vier kurzen Beiträgen ein gesellschaftlich relevantes Thema aus unterschiedlichem Blickwinkel beleuchtet wird.

- Das Abendprogramm beginnt montags bis donnerstags um 19:05 Uhr mit der Hintergrundsendung „Der Tag“ von hr2-kultur, gefolgt von der Übernahme der ARD-Tagesschau. Am Freitagabend dauert das aktuelle Programm bis zur Tagesschau um 20 Uhr. Danach folgt wochentags ein fünfzehnminütiger Rückblick auf das politische Tagesgeschehen in Hessen unter dem Titel „Der Tag in Hessen“. Samstags und sonntags gibt es stattdessen eine Reportage. Seit einer Umstellung des Programms zum 29. März 2021 folgen jeweils ab 20:35 Uhr vorproduzierte Magazinsendungen mit Themenschwerpunkten insbesondere aus den Bereichen Politik, Kultur sowie Bildung und Wissenschaft. Aktuelle Sendungen folgen erst wieder ab 22 Uhr, wenn die ARD-Infonacht als Übernahme beginnt.

- Auch am Wochenende besteht das Programm aus einem 30-minütigen Programmschema mit Nachrichten zur vollen und halben Stunde und 25-minütigen, vorproduzierten Magazinsendungen mit Themenschwerpunkten u. a. aus den Bereichen Politik, Wirtschaft, Arbeit und Soziales, Kultur, Bildung und Wissenschaft, Medien und Informationstechnologien. Die meisten dieser Magazine sind auch als Podcast erhältlich. Jeweils ab 9.05, 12.05, 15.05 und 18.05 Uhr gibt es Livesendungen zu tagesaktuellen Themen aus Politik und Sport. Die Livesendungen um 12:05 und um 15:05 gibt es auch samstags uns sonntags. Sonntags gibt es noch Livesendungen um 08:05 Uhr und 10:05 Uhr. Samstags gibt es von 07:05 Uhr bis 10:05 Uhr eine Live-Sendung zu tagesaktuellen Themen aus Politik und Sport. Samstagsabend gibt es eine Livesendung zwischen 17:35 Uhr und 19:00 Uhr und sonntags zwischen 18:00 Uhr und 19:00 Uhr. An Bundesligaspieltagen werden zwischen 15:30 Uhr und 17:30 Uhr die Samstagsspiele übertragen. Am Sonntagmorgen ab 6:05 Uhr (Wiederholung um 11:05 Uhr) geht es im Magazin „Himmel und Erde“ um Lebens- und Glaubensfragen sowie Hintergründe zu Religion und Kirche.

- Im Januar 2014 wurde das zuvor jahrzehntelang in hr2-kultur verankerte Bildungsprogramm – mit den Sendereihen Wissenswert (von der 1950er- bis in die 1980er-Jahre: „Schulfunk“) und Funkkolleg (seit 1966) – ins Wochenend- und Abendprogramm von hr-info integriert. Aus der Funkkolleg-Reihe[4] sind auf der Website von hr-info auch ältere Folgen weiterhin als Podcasts verfügbar. Das traditionsreiche Format wurde aber 2021 eingestellt.

- Von 0 bis 6 Uhr übernahm hr-info bis Ende 2009 das Nachtprogramm von MDR Info. Von Januar 2010 bis März 2011 wurde das ARD-Nachtkonzert gesendet. Seit dem 2. April 2011 schloss sich hr-info ab 23 Uhr der wiederum von MDR Info produzierten ARD-Infonacht an. Seit 29. März 2021 übernimmt hr-info die inzwischen von NDR-Info produzierte ARD-Infonacht täglich ab 22 Uhr. Bei besonders wichtigen Fußballspielen ab 21 Uhr wird die ARD-Infonacht erst ab 23 Uhr übernommen.

## RDS
Wie alle Sender des Hessischen Rundfunks nutzt auch hr-info beim RDS die Funktion des dynamischen RDS-PS und sendet in der Regel den Sendernamen, sowie Telefonnummern (z. B. Stauhotline) oder Infos.

## Empfang
Seit der Abschaltung der Mittelwellensender des hr kann hr-info vorwiegend über UKW empfangen werden, wobei sich aus historischen Gründen Versorgungslücken ergeben; der Empfang ist weitgehend auf die Ballungsgebiete beschränkt. Im Februar 2013 wurden einige Frequenzen des Kulturprogramms hr2-kultur ohne vorherige Ankündigung auf die Infowelle hr-info und YOU FM übertragen. Der private Rundfunkbetreiber Hit Radio FFH sprach von „Taschenspielertricks des hr, um sich technisch in Vorteil zu bringen“ und verlangte eine rechtliche Prüfung der überraschenden Frequenzänderung.
Daneben kann das Programm auch über DVB-S gehört werden sowie in großen Teilen Deutschlands ebenso via DVB-C.
Das Programm wird hessenweit auch digital im Standard DAB+ verbreitet.
Seit 1. Januar 2005 gibt es auch einen Internet-Livestream. Außerdem wird das Programm in die Kabelnetze eingespeist.

## Reichweite
Die anfangs vergleichsweise schlechte Frequenzausstattung war mit dafür verantwortlich, dass hr-info im Vergleich zu den anderen Informationsradios der ARD eine relativ geringe Hörerschaft aufwies. Im Herbst 2010 ergab die Media-Analyse, dass hr-info pro Stunde – Montag bis Freitag von 6 bis 18 Uhr – im Durchschnitt von 27.000 Hörern eingeschaltet wurde, zwei Jahre später waren es 44.000 Hörer. Mit der Zuweisung von Frequenzen, auf denen zuvor über eine sehr lange Zeit hinweg das Programm hr2-kultur zu empfangen war, wurde die technische Reichweite von hr-info im Februar 2013 erhöht. Die Media-Analyse vom Herbst 2014 wies daraufhin eine Steigerung der Nutzerzahl auf 54.000 Hörer pro Stunde aus.
Nach einer Umstellung der Messmethodik, die einen direkten Vergleich mit früheren Erhebungen einschränkt, wurden im Juli 2015 46.000 Hörer pro Stunde benannt, im März 2017 erneut 54.000 Hörer, im Juli 2017 erfolgte eine Steigerung auf 59.000 Hörer im März 2018 wurden 65.000 Hörern pro Stunde (Montag bis Freitag von 6 bis 18 Uhr) gemessen, Im Juli 2020 wurde eine Stundenreichweite von 67.000 ermittelt, ein Jahr später erzielte hr-iNFO einen neuen Rekordwert von 75.000 Hörern in der Durchschnittsstunde von 6–18 Uhr, was einer Steigerung von rund 12 % entspricht. Die Media-Analyse II 2022 weist für hr-info an Werktagen rund 66.000 Hörerinnen und Hörer pro Stunde im Durchschnitt aus, in der meistgenutzten Stunde zwischen 7 und 8 Uhr sind es 124.000. Die durchschnittliche Tagesreichweite beträgt gemäß der AgMA Hochrechnung 337.000 an Werktagen und 313.000.

## hr-info plus(eingestellt)
Auf der Mittelwellenfrequenz 594 kHz sowie über einzelne Kabel- und Satellitenkanäle (DVB-S) wurde hr-info plus (auch: hr-info+) ausgestrahlt; das hieß vor allem: montags bis samstags waren hier von 19:00 Uhr bis 22:00 Uhr statt des normalen hr-info-Programms die fremdsprachigen Sendungen der ARD zu hören. Außerdem schaltete sich das Plus-Programm gelegentlich auf Bundestags- und Landtagsdebatten sowie Sondersendungen zu Ereignissen der Zeitgeschichte auf.
Das Plus-Programm entstand aus dem Programm hr-chronos, in dem bis zu seiner Einstellung auch die Ausländerprogramme und Debatten zu hören waren. hr-info plus wurde am 31. Dezember 2009 aus Kostengründen samt Mittelwellenfrequenz eingestellt.